# Ribo
Ribo es una banda de metal alternativo, formada por el vocalista Nicolás Díaz el año 2001 en Viña del Mar, Chile. 
En un principio, la banda mostraba una pura sintetización del rapcore y nu metal melódico influenciados por bandas norteamericanas como Deftones, The Used Papa Roach y hasta Nirvana, pero más tarde al lanzar su primer disco de tamaño completo, Equilibrio, se notaron otras influencias que le dieron el toque característico de la banda. De hecho es una de las bandas más influyentes de las que participan activamente en eventos en Chile, que mezcla algo metalcore, emo, post hardcore e incluso rock alternativo o punk en su música, acercándose más, para algunos, a los grupos de rock alternativo que a los nu metal.[cita requerida]. Hoy en día se les cataloga como Rock Alternativo, por las distintas influencias que lograron plasmar en su último, y más producido, disco "Máscaras", el cual es el resumen de 17 años de carrera y cierre de una etapa. Hoy se encuentran promocionando ese disco y en plena actividad. 
La banda ha lanzado cuatro álbumes de estudio en su carrera: Su álbum debut, Equilibrio en el año 2003, El Poder del Tiempo en el 2006,Totalmente Humano en el 2009 y el más reciente Máscaras en el 2016. Este último disco les ha permitido hacer giras nacionales e internacionales además de recibir una muy buena crítica por los medios y por el público en general. Ganaron premio disco del año por Radio futuro en una categoría.
Ellos definen a su disco "Máscaras" como la integración más honesta y completa de toda su carrera. "Con este disco podemos cerrar una etapa y dar un paso hacia adelante en el futuro... evolucionar hacia un lugar que aun no conocemos"

## Miembros

### Miembros actuales
- Nicolás Díaz - voces, programación, samplers
- Franco Puchi - guitarra
- Jhon Cifuentes - bajo
- Brian Mallett - batería, percusión

### Antiguos miembros
- Ra Diaz - bajo
- Matias Villagra - Guitarra
- Francisco Aalas- Batería

## MTV
- Han logrado posicionar 5 videos en la cadena internacional MTV

## Discografía

### Álbumes de estudio
- Equilibrio (2003)
- El Poder del Tiempo (2006)
- Totalmente Humano (2009)
- Máscaras (2016)

### Videos
- Códigos (2024)
- Laberinto (2023)
- Perdidos (2018, Lollapalooza)
- Fantasmas detrás (2018)
- Función deseo (2017)
- Si hoy respondes (2017)
- Nadie es normal (2016)
- El encuentro (2012)
- Orquídea (2010)
- Final y comienzo  (2006)
- Dos (2004)
- De pie (2003)

### Demos
- Demo (2001)
- Demo 2005 (2005)

### Recopilaciones
- Ajiputario - tributo a Red hot Chilli Peppers (2002)
- Ribo 10 (2010)
- Unplugged (directo en acústico) (2011)